# Сити-оф-Уинчестер
Сити-оф-Уинчестер (англ. City of Winchester) — неметрополитенский район (англ. non-metropolitan district) (боро) со статусом «сити» в графстве Гэмпшир (Англия). Административный центр — город Уинчестер.

## География
Район расположен в центральной части графства Гэмпшир.

## История
Район образован 1 апреля 1974 года в результате объединения боро Уинчестер и сельских районов (англ. Rural District) Дроксфорд и частью района Уинчестер.

## Состав
В состав района входят 3 города:
- Бишопс-Уолтем (англ.)
- Нью-Олсфорд (англ.)
- Уинчестер

и 45 общин (англ. civil parish).